# خيمكي
خيمكي (الروسية: Химки) هي إحدى مدن روسيا في الكيان الفدرالي الروسي موسكو أوبلاست.

## توأمة
لخيمكي اتفاقيات توأمة مع:
- غرودنو

## أعلام
- مكسيم كونتسفيتش
- الكسندر بيترنكو
- إينا زوبوفا
- أناتولي فيرسوف